# سباق أمستل الذهبي 2011
سباق أمستل الذهبي 2011 (بالإنجليزية: 2011 Amstel Gold Race)‏ هو سباق دراجات هوائية أقيم بتاريخ 17 أبريل 2011، تكون السباق من مرحلة واحدة وامتدّ لمسافة 260. 4 كم بسرعة 39.986 كم/س، استغرق السباق 6 ساعة 30 دقيقة 44 ثانية. فاز به البلجيكي فيليب جيلبير وحلّ ثانيا الإسباني خواكيم رودريغيث بينما حصل على المركز الثالث الأسترالي سيمون جيرانس.

## الترتيب
| م                     | الدرّاج          | البلد    | الزمن                    |
| --------------------- | --------------- | -------- | ------------------------ |
| الفائز بالترتيب العام | فيليب جيلبير    | بلجيكا   | 6 ساعة 30 دقيقة 44 ثانية |
| الثاني                | خواكيم رودريغيث | إسبانيا  |                          |
| الثالث                | سيمون جيرانس    | أستراليا |                          |